# Étienne Nicolas de Calon
Étienne-Nicolas de Calon, né le 3 octobre 1726 à Grandvilliers (Oise), mort le 4 juin 1807 à Paris, est un général de brigade de la Révolution française, cartographe et homme politique.

## Biographie

### Officier du génie
Son épouse, Anne-Henriette Calon deviendra la maîtresse de l'abbé Claude Fauchet avec qui elle aura un fils.
Ingénieur géographe depuis le 9 mai 1750, il est employé à l'armée d'Allemagne le 15 avril 1760, puis obtient le rang de lieutenant du génie en 1763. Il est alors envoyé à Saint-Domingue. 
Employé à la levée de la carte des environs de Versailles en 1767, il est promu capitaine d'infanterie en 1769. En 1777 Louis XVI le charge de lever la carte des côtes de l'Océan puis il est attaché à l'état major de l'armée de Bretagne en 1778 et obtient le titre de chevalier de Saint-Louis le 20 novembre 1785. 

### Carrière politique
En septembre 1791, Calon, alors membre du conseil départemental de l'Oise, est élu député de son département, le sixième sur douze, à l'Assemblée nationale législative. Il vote en faveur des mises en accusation de Bertrand de Moleville, ministre de la Marine, et du marquis de Lafayette.
La monarchie française s'effondre à l'issue de la journée du 10 août 1792. En septembre, Calon est réélu député de l'Oise, le deuxième sur douze, à la Convention nationale. Il siège sur les bancs de la Montagne. Lors du procès de Louis XVI, il vote la mort et rejette l'appel au peuple et le sursis à l'exécution. Il s'abstient de voter lors de la mise en accusation de Jean-Paul Marat, motivant ainsi son vote : « Je déclare qu'attendu l'oppression qui s'est manifestée dans une circonstance si importante, je n'émets pas mon vœu ». Il rejette le rétablissement de la Commission des Douze.

### Fin de carrière
Malgré son grand âge, Calon poursuit sa carrière militaire sous le Directoire à la tête du dépôt des cartes et participe à l'armée du Rhin en 1799.
Il est finalement admis à la retraite par le régime consulaire le 21 août 1801, il fut maire de Saint-Leu-la-Forêt de 1803 à 1806, c'est lui qui le 19 fructidor an XI (6 septembre 1803) rédige l'acte de décès du peintre Maurice Quay.
Il meurt  le 4 juin 1807 à Paris.